# Constantino Diógenes (pretendente)
Pseudo-Constantino Diógenes ou Pseudo-Leão Diógenes (m. após 1095) foi um pretendente mal-sucedido ao trono bizantino contra o imperador Aleixo I Comneno (r. 1081–1118). De origem humilde, fingiu ser um filho do imperador Romano IV Diógenes (r. 1068–1071). Exilado no Quérson, escapou e tomou refúgio entre os cumanos, de quem, em 1095, recebeu ajuda para invadir o Império Bizantino. Avançou contra Adrianópolis antes de ser capturado por um ardil e cegado por tropas imperiais.

## Biografia

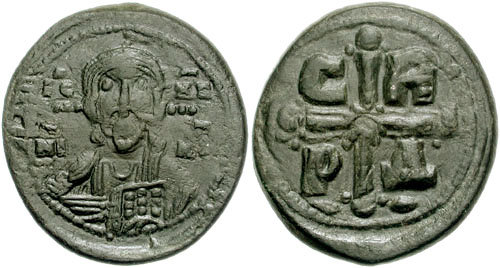
Fólis de r.

De acordo com a Alexíada de Ana Comnena, foi um homem de origem obscura que fingiu ser Leão Diógenes, filho do imperador Romano IV Diógenes (r. 1068–1071), e que morreu próximo de Antioquia em 1073. Uma vez que o filho de Romano IV que morreu em Antioquia não foi Leão e sim Constantino Diógenes, o filho mais velho do imperador, estudiosos tradicionalmente emendaram a referência de Ana conformemente. Por outro lado, dado o aporte fornecido pelos cumanos para este pretendente, o estudioso francês Jean-Claude Cheynet sugere que ele de fato alegou ser Leão, que ao contrário de seu irmão esteve ativo na fronteira danúbia e foi conhecido pelos cumanos, morrendo em batalha contra eles em 1087.
De acordo com o relato de Ana, Pseudo-Diógenes veio para Constantinopla do Oriente, "pobre e trajando uma pele de cabra". No entanto, logo reuniu um grupo de apoiantes entre a população, e abertamente declarou sua intenção de reclamar o trono de Aleixo I Comneno (r. 1081–1118). Aleixo de início desprezou as agitações do pretendente, mas então sua irmã Teodora, a viúva do verdadeiro Constantino Diógenes que retirou-se para um mosteiro, protestou o abuso do nome de seu marido, e o imperador prendeu e exilou-o em Quérson. Lá, Pseudo-Diógenes fez contato com os cumanos que frequentavam a cidade. Uma noite, subiu os muros e, escoltado por eles, escapou de sua prisão. Procurando refúgio entre os cumanos, logo ganhou o reconhecimento deles como imperador e seu apoio na tentativa de tomar o trono, embora, como Ana Comnena relata, isso foi mais um pretexto para invadir e saquear as províncias bizantinas.

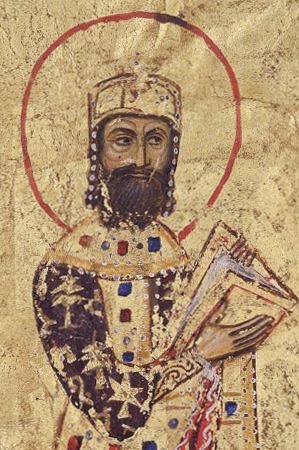
Iluminura de r.

Com Pseudo-Diógenes no comando, os cumanos cruzaram o Danúbio e invadiram o território imperial em 1095. Eles rapidamente ocuparam o Tema de Parístrio próximo ao rio, e Aleixo moveu seu exército para confrontá-los, fazendo Anquíalo sua base de operações. O imperador colocou destacamentos para guardar os passos sobre a Cordilheira dos Bálcãs, porém, utilizando-se de guias valacos locais, os cumanos foram capazes de atravessar as forças bizantinas e descer em direção às planícies da Trácia.
O nome Diógenes manteve sua atração entre os membros do exército imperial e população, como evidenciado no plano frustrado no ano anterior sob o terceiro e mais novo filho de Romano IV, Nicéforo Diógenes, ou o uso de outro Diógenes pretendente como uma marionete durante a invasão normanda de Boemundo I de Antioquia uma década depois. Assim, a causa do pretendente recebeu um impulso quando os cidadãos de Goloe (atual Lozarevo) abriram os portões e aclamaram-o imperador, sendo seguidos por Diábolis (atual Iambol) e outras cidades. Encorajados, os cumanos moveram-se contra Aleixo em Anquíalo, contudo, após três dias de concentração dos exércitos sem algum confronto, os invasores partiram, pois o terreno não favorecia seu estilo de guerra, e nem poderiam induzir os bizantinos ao ataque.
O pretendente agora persuadiu os cumanos a marcharem mais ao sul para Adrianópolis, cujo governador, Nicéforo Briênio, o Velho, era um parente de Romano IV e de quem esperava a abertura dos portões a cidade. Contudo, quando o pretendente e os cumanos apareceram diante dos muros de Adrianópolis, e Pseudo-Diógenes clamou pela rendição de seu "tio", o cegado Briênio disse que não reconhecia sua voz. Os cumanos então lançaram cerco à cidade. A guarnição e os cidadãos resistiram com valor, lançando ataques contra os sitiantes e, após 48 dias, lançaram um ataque total que repeliu-os. Durante o conflito, Pseudo-Diógenes recebeu um corte de chicote no rosto por um jovem guerreiro bizantino chamado Mariano Mavrocatacalo.

Invasão cumana de 1095. Pseudo-Diógenes liderou os cumanos contra o Império Bizantino de r.

Naquele ponto, um dos comandantes de Aleixo, Alacaseu, decidiu-se por um ardil: raspou e desfigurou-se, e foi encontrar-se com o pretendente, alegando ter sido maltratado pelo imperador. Invocando sua velha amizade com Romano IV e seus sofrimentos para provar sua lealdade, induziu Pseudo-Diógenes para entrar na fortaleza de Putza, que propôs render-se a ele. O pretendente e suas escoltas cumanas festejaram e jantaram no palácio do governador. Após caírem no sono, contudo, os bizantinos mataram os cumanos e tomaram o pretendente como cativo. Em Tzúrulo (atual Çorlu), foi entregue para o drungário Eustácio Ciminiano, e cegado por um servente turco. Após a captura do pretendente, Aleixo derrotou os cumanos e repeliu-os para além do Danúbio.
O historiador Basile Skoulatos observa que o episódio de Pseudo-Diógenes é uma história bizantina muito peculiar. Ana Comnena denegriu-o como homem de nascimento falso, sem vergonha e astuto, propenso a beber, mas no entanto exibiu qualidades extraordinárias: foi capaz de criar um séquito dentro de Constantinopla, assegurar o apoio dos cumanos, e em sua tentativa de conquistar Briênio, dispôs de considerável conhecimento dos laços dinásticos que uniram os vários membros da aristocracia bizantina superior.